# Aristaces de Lastiver
Aristaces de Lastiver (em armênio/arménio: Արիստակես Լաստիվերցի; 1002 - 1080) foi historiador e cronista medieval armênio. Autor de muitos livros, sua contribuição mais valiosa no campo da historiografia foi sua História: sobre os sofrimentos infligidos por povos estrangeiros vivendo em volta de nós (em armênio/arménio: Պատմություն: մեր շրջապատի այլացեղ ազգերից մեզ հասած արհավիրքների մասին), que descreve as relações da Armênia com o Império Bizantino e o Reino da Geórgia e a devastação das invasões seljúcidas do século XI.

## Vida

Império Seljúcida em 1092

Inicialmente pensou-se que Aristaces teria nascido em alguma vila de nome Lastivarda ou Lastiverta, mas hoje os estudioso sugerem que nasceu numa localidade, talvez perto da cidade de Artsni, chamada Lastiver. Os detalhes de sua vida são fragmentados. Como vardapetes, era bem versado em teologia cristã e conhecia grego e quiçá várias outras línguas. Escreveu sua história de 1072 a 1079, sem o apoio de um patrão, recontando a história coetânea da qual foi testemunha ocular. Composta em 25 capítulos num colofão, fala das invasões seljúcidas de 1047-1048, assim como a captura de Ani em 1064 e a batalha de Manzicerta de 1071.